# بلال بن مسعود
بلال بن مسعود (انگلیسی: Bilel Ben Messaoud؛ زادهٔ ۸ اوت ۱۹۸۹) بازیکن فوتبال اهل تونس است.
از باشگاه‌هایی که در آن بازی کرده‌است می‌توان به باشگاه فوتبال ستاره ساحلی اشاره کرد.
وی همچنین در تیم ملی فوتبال تونس بازی کرده‌است.